# Wahlkreis Groß-Gerau I
Der Wahlkreis Groß-Gerau I (Wahlkreis 47) ist ein Landtagswahlkreis in Hessen. Der Wahlkreis umfasst den nördlichen Teil des Kreises Groß-Gerau mit den Städten und Gemeinden Bischofsheim, Ginsheim-Gustavsburg, Kelsterbach, Nauheim, Raunheim und Rüsselsheim am Main.
Wahlberechtigt waren bei der letzten Landtagswahl 82.267 der rund 126.000 Einwohner. Vor der Landtagswahl 2008 wurden die Orte Kelsterbach und Raunheim neu in den Wahlkreis aufgenommen. Dafür wurde die Gemeinde Trebur an den Wahlkreis Groß-Gerau II abgegeben.
Geschaffen wurde der Wahlkreis Groß-Gerau I am 1. Januar 1983, in territorialer Hinsicht ersetzte er den bis Ende 1982 bestehenden Wahlkreis 48.

## Wahl 2023
| Landtagswahl in Hessen 2023 – WK Groß-Gerau IZweitstimmen %403020100 34,3 %18,5 %17,4 %14,1 %4,5 %3,3 %2,8 %1,4 %3,7 % CDUAfDSPDGrüneFDPLinkeFWTierschutzSonst.Gewinne und Verlusteim Vergleich zu 2018 %p 10 8 6 4 2 0 −2 −4 −6+9,7 %p+3,6 %p−4,1 %p−5,4 %p−1,3 %p−3,5 %p−0,2 %p+0,2 %p+1,0 %pCDUAfDSPDGrüneFDPLinkeFWTierschutzSonst. |

| Gegenstand der Nachweisung | Gegenstand der Nachweisung | Erst- stimmen | Erst- stimmen | Zweit- stimmen | Zweit- stimmen |
| Bewerber                   | Partei                     | Anzahl        | %             | Anzahl         | %              |
| -------------------------- | -------------------------- | ------------- | ------------- | -------------- | -------------- |
| Wahlberechtigte            | Wahlberechtigte            | 80.976        | 80.976        | 80.976         | 80.976         |
| Wähler                     | Wähler                     | 45.512        | 45.512        | 45.512         | 56,2           |
| Ungültige Stimmen          | Ungültige Stimmen          | 927           | 2,0           | 799            | 1,8            |
| Gültige Stimmen            | Gültige Stimmen            | 44.585        | 98,0          | 44.713         | 98,2           |
| davon                      |                            |               |               |                |                |
| Sabine Bächle-Scholz       | CDU                        | 15.050        | 33,8          | 15.339         | 34,3           |
| Lars Nitschke              | GRÜNE                      | 5.346         | 12,0          | 6.319          | 14,1           |
| Kerstin Geis               | SPD                        | 9.433         | 21,2          | 7.770          | 17,4           |
| Zakia Rappenberg           | AfD                        | 8.019         | 18,0          | 8.279          | 18,5           |
| Johanna von Trotha         | FDP                        | 2.761         | 6,2           | 1.998          | 4,5            |
| Hanna Mohr                 | Die Linke                  | 1.608         | 3,6           | 1.459          | 3,3            |
| Ayhan Işıklı               | Freie Wähler               | 1.495         | 3,4           | 1.263          | 2,8            |
|                            | Tierschutzpartei           |               |               | 646            | 1,4            |
| Daniel Weber               | Die PARTEI                 | 873           | 2,0           | 419            | 0,9            |
|                            | Piraten                    |               |               | 127            | 0,3            |
|                            | ÖDP                        | 104           | 0,2           |                |                |
|                            | P. f. schulm. Verjf.       | 27            | 0,1           |                |                |
|                            | V-Partei³                  | 154           | 0,3           |                |                |
|                            | PdH                        | 73            | 0,2           |                |                |
|                            | ABG                        | 72            | 0,2           |                |                |
|                            | APPD                       | 24            | 0,1           |                |                |
|                            | Basis                      | 195           | 0,4           |                |                |
|                            | DKP                        | 42            | 0,1           |                |                |
|                            | DIE NEUE MITTE             | 42            | 0,1           |                |                |
|                            | Volt                       | 250           | 0,6           |                |                |
|                            | Klimaliste                 | 111           | 0,2           |                |                |

## Wahl 2018
| Gegenstand der Nachweisung | Gegenstand der Nachweisung | Wahlkreis- stimmen | Wahlkreis- stimmen | Landes- stimmen | Landes- stimmen |
| Kreiswahlbewerber/in       | Partei                     | Anzahl             | %                  | Anzahl          | %               |
| -------------------------- | -------------------------- | ------------------ | ------------------ | --------------- | --------------- |
| Wahlberechtigte            | Wahlberechtigte            | 82.267             | 100,0              | 82.267          | 100,0           |
| Wähler                     | Wähler                     | 51.237             | 62,3               | 51.237          | 62,3            |
| Ungültige Stimmen          | Ungültige Stimmen          | 1.482              | 2,9                | 1.386           | 2,7             |
| Gültige Stimmen            | Gültige Stimmen            | 49.755             | 100,0              | 49.851          | 100,0           |
| davon                      |                            |                    |                    |                 |                 |
| Sabine Bächle-Scholz       | CDU                        | 13.009             | 26,1               | 12.259          | 24,6            |
| Kerstin Geis               | SPD                        | 12.261             | 24,6               | 10.712          | 21,5            |
| Michael Tönsmann           | GRÜNE                      | 9.107              | 18,3               | 9.739           | 19,5            |
| Marcel Baymus              | DIE LINKE                  | 3.091              | 6,2                | 3.390           | 6,8             |
| Peter Engemann             | FDP                        | 2.579              | 5,2                | 2.879           | 5,2             |
| Alexandra Walter           | AfD                        | 7.286              | 14,6               | 7.421           | 14,9            |
| –                          | PIRATEN                    | –                  | –                  | 235             | 0,5             |
| Jörg Wetzel                | FREIE WÄHLER               | 2.422              | 4,9                | 1.494           | 3,0             |
| –                          | NPD                        | –                  | –                  | 103             | 0,2             |
| –                          | Die PARTEI                 | –                  | –                  | 263             | 0,5             |
| –                          | ödp                        | –                  | –                  | 89              | 0,2             |
| –                          | Die Grauen                 | –                  | –                  | 101             | 0,2             |
| –                          | BüSo                       | –                  | –                  | 6               | 0,0             |
| –                          | AD-Demokraten              | –                  | –                  | 161             | 0,3             |
| –                          | Bündnis C                  | –                  | –                  | 48              | 0,1             |
| –                          | BGE                        | –                  | –                  | 27              | 0,1             |
| –                          | Die Violetten              | –                  | –                  | 39              | 0,1             |
| –                          | LKR                        | –                  | –                  | 54              | 0,1             |
| –                          | Menschliche Welt           | –                  | –                  | 31              | 0,1             |
| –                          | Die Humanisten             | –                  | –                  | 49              | 0,1             |
| –                          | Gesundheitsforschung       | –                  | –                  | 74              | 0,1             |
| –                          | Tierschutzpartei           | –                  | –                  | 620             | 1,2             |
| –                          | V-Partei³                  | –                  | –                  | 60              | 0,1             |

Neben der direkt gewählten Wahlkreisabgeordneten Sabine Bächle-Scholz (CDU) wurde die AfD-Kandidatin Alexandra Walter über die Landesliste ihrer Partei gewählt. Sie wurde jedoch nicht in die AfD-Fraktion aufgenommen und gehört dem Landtag daher als fraktionslose Kandidatin an.

## Wahl 2013
| Gegenstand der Nachweisung | Gegenstand der Nachweisung | Wahlkreis- stimmen | Wahlkreis- stimmen | Landes- stimmen | Landes- stimmen |
| Kreiswahlbewerber/in       | Partei                     | Anzahl             | %                  | Anzahl          | %               |
| -------------------------- | -------------------------- | ------------------ | ------------------ | --------------- | --------------- |
| Wahlberechtigte            | Wahlberechtigte            | 82.119             | 100,0              | 82.119          | 100,0           |
| Wähler                     | Wähler                     | 58.484             | 71,2               | 58.484          | 71,2            |
| Ungültige Stimmen          | Ungültige Stimmen          | 1.994              | 3,4                | 1.752           | 3,0             |
| Gültige Stimmen            | Gültige Stimmen            | 56.490             | 100,0              | 56.732          | 100,0           |
| davon                      |                            |                    |                    |                 |                 |
| Sabine Bächle-Scholz       | CDU                        | 21.108             | 37,4               | 18.970          | 33,4            |
| Jens Grode                 | SPD                        | 20.825             | 36,9               | 18.681          | 32,9            |
| Peter Engemann             | FDP                        | 1.140              | 2,0                | 2.143           | 3,8             |
| Josef Dreiseitel           | GRÜNE                      | 6.952              | 12,3               | 7.464           | 13,2            |
| Christiane Böhm            | LINKE                      | 3.373              | 6,0                | 3.358           | 5,9             |
| Karlheinz Wamser           | FREIE WÄHLER               | 1.447              | 2,6                | 773             | 1,4             |
| –                          | NPD                        | x                  | x                  | 784             | 1,4             |
| –                          | REP                        | x                  | x                  | 313             | 0,6             |
| André Hoffmann             | PIRATEN                    | 1.645              | 2,9                | 1.210           | 2,1             |
| –                          | BüSo                       | x                  | x                  | 23              | 0,0             |
| –                          | ADd                        | x                  | x                  | 62              | 0,1             |
| –                          | Die Grauen                 | x                  | x                  | 40              | 0,1             |
| –                          | AfD                        | x                  | x                  | 2.307           | 4,1             |
| –                          | AVIP                       | x                  | x                  | 54              | 0,1             |
| –                          | LUPe                       | x                  | x                  | 156             | 0,3             |
| –                          | ÖDP                        | x                  | x                  | 77              | 0,1             |
| –                          | Die PARTEI                 | x                  | x                  | 290             | 0,5             |
| –                          | PSG                        | x                  | x                  | 27              | 0,0             |

Sabine Bächle-Scholz zog als Gewinner des Direktmandats in den Landtag ein. Ihr Vorsprung betrug nur 283 Wahlkreisstimmen und war einer der knappsten der Wahl.

## Wahl 2009
| Gegenstand der Nachweisung | Gegenstand der Nachweisung | Wahlkreis- stimmen | Wahlkreis- stimmen | Landes- stimmen | Landes- stimmen |
| Bewerber                   | Partei                     | Anzahl             | %                  | Anzahl          | %               |
| -------------------------- | -------------------------- | ------------------ | ------------------ | --------------- | --------------- |
| Wahlberechtigte            | Wahlberechtigte            | 81.387             | 100,0              | 81.387          | 100,0           |
| Wähler                     | Wähler                     | 48.806             | 60,0               | 48.806          | 60,0            |
| Ungültige Stimmen          | Ungültige Stimmen          | 2.137              | 4,4                | 1.791           | 3,7             |
| Gültige Stimmen            | Gültige Stimmen            | 46.669             | 100,0              | 47.015          | 100,0           |
| davon                      |                            |                    |                    |                 |                 |
| Patrick Burghardt          | CDU                        | 17.216             | 36,9               | 15.899          | 33,8            |
| Renate Meixner-Römer       | SPD                        | 15.956             | 34,2               | 12.060          | 25,7            |
| Peter Engemann             | FDP                        | 5.033              | 10,8               | 6.513           | 13,9            |
| Christine von Essen        | GRÜNE                      | 5.518              | 11,8               | 7.276           | 15,5            |
| Bernd Heyl                 | LINKE                      | 2.771              | 5,9                | 2.906           | 6,2             |
| –                          | REP                        | –                  | –                  | 596             | 1,3             |
| –                          | FREIE WÄHLER               | –                  | –                  | 783             | 1,7             |
| –                          | NPD                        | –                  | –                  | 591             | 1,3             |
| –                          | PIRATEN                    | –                  | –                  | 280             | 0,6             |
| –                          | BüSo                       | –                  | –                  | 111             | 0,2             |
| Pasquale Aita              | Menschlichkeit             | 175                | 0,4                | –               | –               |

Am 31. Dezember 2011 schied Patrick Burghardt aus dem Landtag aus, für ihn rückte Sabine Bächle-Scholz nach.

## Wahl 2008
| Gegenstand der Nachweisung | Gegenstand der Nachweisung | Wahlkreis- stimmen | Wahlkreis- stimmen | Landes- stimmen | Landes- stimmen |
| Bewerber                   | Partei                     | Anzahl             | %                  | Anzahl          | %               |
| -------------------------- | -------------------------- | ------------------ | ------------------ | --------------- | --------------- |
| Wahlberechtigte            | Wahlberechtigte            | 80.917             | 100,0              | 80.917          | 100,0           |
| Wähler                     | Wähler                     | 51.829             | 64,1               | 51.829          | 64,1            |
| Ungültige Stimmen          | Ungültige Stimmen          | 1.723              | 3,3                | 1.517           | 2,9             |
| Gültige Stimmen            | Gültige Stimmen            | 50.106             | 100,0              | 50.312          | 100,0           |
| davon                      |                            |                    |                    |                 |                 |
| Roger Lenhart              | CDU                        | 16.229             | 32,4               | 16.078          | 32,0            |
| Renate Meixner-Römer       | SPD                        | 21.809             | 43,5               | 20.055          | 39,9            |
| Thorsten Winter            | GRÜNE                      | 4.183              | 8,3                | 4.837           | 9,6             |
| Peter Engemann             | FDP                        | 2.762              | 5,5                | 3.661           | 7,3             |
| Mark Olaf Enderes          | REP                        | 1.425              | 2,8                | 1.132           | 2,2             |
| Diethelm Wenz              | Tierschutzpartei           | 770                | 1,5                | 452             | 0,9             |
| –                          | BüSo                       | –                  | –                  | 23              | 0,0             |
| –                          | PSG                        | –                  | –                  | 25              | 0,0             |
| –                          | Volksabstimmung            | –                  | –                  | 56              | 0,1             |
| –                          | GRAUE                      | –                  | –                  | 96              | 0,2             |
| Marianne Flörsheimer       | DIE LINKE                  | 1.961              | 3,9                | 2.667           | 5,3             |
| –                          | Die Violetten              | –                  | –                  | 38              | 0,1             |
| –                          | FAMILIE                    | –                  | –                  | 123             | 0,2             |
| Robert Adam-Frick          | FREIE WÄHLER               | 501                | 1,0                | 363             | 0,7             |
| Uwe Quabeck                | NPD                        | 466                | 0,9                | 551             | 1,1             |
| –                          | PIRATEN                    | –                  | –                  | 140             | 0,3             |
| –                          | UB                         | –                  | –                  | 15              | 0,0             |

## Wahl 2003
| Gegenstand der Nachweisung | Gegenstand der Nachweisung | Wahlkreis- stimmen | Wahlkreis- stimmen | Landes- stimmen | Landes- stimmen |
| Bewerber                   | Partei                     | Anzahl             | %                  | Anzahl          | %               |
| -------------------------- | -------------------------- | ------------------ | ------------------ | --------------- | --------------- |
| Wahlberechtigte            | Wahlberechtigte            | 74.738             | 100,0              | 74.738          | 100,0           |
| Wähler                     | Wähler                     | 48.804             | 65,3               | 48.804          | 65,3            |
| Ungültige Stimmen          | Ungültige Stimmen          | 1.862              | 3,8                | 1.220           | 2,5             |
| Gültige Stimmen            | Gültige Stimmen            | 46.942             | 100,0              | 47.584          | 100,0           |
| davon                      |                            |                    |                    |                 |                 |
| Roger Lenhart              | CDU                        | 21.563             | 45,9               | 20.439          | 43,0            |
| Wolfgang Schneider         | SPD                        | 17.829             | 38,0               | 14.787          | 31,1            |
| Dirk Langolf               | GRÜNE                      | 5.100              | 10,9               | 5.742           | 12,1            |
| Peter Engemann             | FDP                        | 2.450              | 5,2                | 2.908           | 6,1             |
| –                          | REP                        | –                  | –                  | 1.018           | 2,1             |
| –                          | Die Tierschutzpartei       | –                  | –                  | 352             | 0,7             |
| –                          | DIE FRAUEN                 | –                  | –                  | 154             | 0,3             |
| –                          | PBC                        | –                  | –                  | 97              | 0,2             |
| –                          | DKP                        | –                  | –                  | 83              | 0,2             |
| –                          | ödp                        | –                  | –                  | 39              | 0,1             |
| –                          | BüSo                       | –                  | –                  | 40              | 0,1             |
| –                          | FAG Hessen                 | –                  | –                  | 1.708           | 3,6             |
| –                          | PSG                        | –                  | –                  | 23              | 0,0             |
| –                          | Schill                     | –                  | –                  | 194             | 0,4             |

## Wahl 1999
|                        | Partei               | Wahlkreis- stimmen | Wahlkreis- stimmen | Landes- stimmen | Landes- stimmen |
| Anzahl                 | Partei               | %                  | Anzahl             | %               |                 |
| ---------------------- | -------------------- | ------------------ | ------------------ | --------------- | --------------- |
| Wahlberechtigte        | Wahlberechtigte      | 74.317             | 100,0              | 74.317          | 100,0           |
| Wähler                 | Wähler               | 50.441             | 67,9               | 50.441          | 67,9            |
| Ungültige Stimmen      | Ungültige Stimmen    | 1.379              | 2,7                | 929             | 1,8             |
| Gültige Stimmen        | Gültige Stimmen      | 49.062             | 100,0              | 49.512          | 100,0           |
| davon                  |                      |                    |                    |                 |                 |
| Gudrun Wolske-Eickmann | CDU                  | 19.511             | 39,8               | 19.490          | 39,4            |
| Gerold Reichenbach     | SPD                  | 22.913             | 46,7               | 21.560          | 43,5            |
| Heiner Friedrich       | GRÜNE                | 3.366              | 6,9                | 3.945           | 8,0             |
| Peter Engemann         | F.D.P.               | 1.293              | 2,6                | 1.910           | 3,9             |
| Klaus-Dieter van Wasen | REP                  | 1.720              | 3,5                | 1.648           | 3,3             |
| –                      | Die Tierschutzpartei | –                  | –                  | 250             | 0,5             |
| –                      | DIE FRAUEN           | –                  | –                  | 142             | 0,3             |
| –                      | PASS                 | –                  | –                  | 31              | 0,1             |
| Werner Welskop         | DKP                  | 120                | 0,2                | 93              | 0,2             |
| –                      | BüSo                 | –                  | –                  | 12              | 0,0             |
| –                      | FWG                  | –                  | –                  | 54              | 0,1             |
| –                      | PBC                  | –                  | –                  | 46              | 0,1             |
| –                      | DHP                  | –                  | –                  | 12              | 0,0             |
| –                      | NATURGESETZ          | –                  | –                  | 71              | 0,1             |
| –                      | ödp                  | –                  | –                  | 31              | 0,1             |
| –                      | NPD                  | –                  | –                  | 64              | 0,1             |
| Helga Baldus           | BFB-Die Offensive    | 139                | 0,3                | 153             | 0,3             |

## Wahl 1995
| Gegenstand der Nachweisung | Gegenstand der Nachweisung | Wahlkreis- stimmen | Wahlkreis- stimmen | Landes- stimmen | Landes- stimmen |
| Bewerber                   | Partei                     | Anzahl             | %                  | Anzahl          | %               |
| -------------------------- | -------------------------- | ------------------ | ------------------ | --------------- | --------------- |
| Wahlberechtigte            | Wahlberechtigte            | 74.128             | 100,0              | 74.128          | 100,0           |
| Wähler                     | Wähler                     | 50.421             | 68,0               | 50.421          | 68,0            |
| Ungültige Stimmen          | Ungültige Stimmen          | 1.434              | 2,8                | 1.345           | 2,7             |
| Gültige Stimmen            | Gültige Stimmen            | 48.987             | 100,0              | 49.076          | 100,0           |
| davon                      |                            |                    |                    |                 |                 |
| Gerold Reichenbach         | SPD                        | 23.190             | 47,3               | 21.753          | 44,3            |
| Gerald Weiß                | CDU                        | 17.509             | 35,7               | 16.585          | 33,8            |
| Hans Joachim Fornoff       | GRÜNE                      | 4.665              | 9,5                | 5.635           | 11,5            |
| Peter Engemann             | F.D.P.                     | 1.736              | 3,5                | 2.911           | 5,9             |
| –                          | ÖDP                        | –                  | –                  | 81              | 0,2             |
| –                          | GRAUE                      | –                  | –                  | 212             | 0,4             |
| Karl Hanisch               | REP                        | 1.093              | 2,2                | 1.029           | 2,1             |
| –                          | Solidarität                | –                  | –                  | 7               | 0,0             |
| –                          | APD                        | –                  | –                  | 135             | 0,3             |
| Werner Weiskop             | DKP                        | 77                 | 0,2                | 60              | 0,1             |
| –                          | NPD                        | –                  | –                  | 89              | 0,2             |
| –                          | DHP                        | –                  | –                  | 5               | 0,0             |
| Gudrun Jung                | f.NEP                      | 369                | 0,8                | 190             | 0,4             |
| –                          | NATURGESETZ                | –                  | –                  | 89              | 0,2             |
| –                          | BFB                        | –                  | –                  | 68              | 0,1             |
| Friedhelm Brennecke        | PBC                        | 114                | 0,2                | 94              | 0,2             |
| Werner Arndt               | STATT Partei               | 234                | 0,5                | 133             | 0,3             |

## Wahl 1991
| Gegenstand der Nachweisung | Gegenstand der Nachweisung | Wahlkreis- stimmen | Wahlkreis- stimmen | Landes- stimmen | Landes- stimmen |
| Bewerber                   | Partei                     | Anzahl             | %                  | Anzahl          | %               |
| -------------------------- | -------------------------- | ------------------ | ------------------ | --------------- | --------------- |
| Wahlberechtigte            | Wahlberechtigte            | 75.759             | 100,0              | 75.759          | 100,0           |
| Wähler                     | Wähler                     | 53.575             | 70,7               | 53.575          | 70,7            |
| Ungültige Stimmen          | Ungültige Stimmen          | 1.715              | 3,2                | 1.176           | 2,2             |
| Gültige Stimmen            | Gültige Stimmen            | 51.860             | 100,0              | 52.399          | 100,0           |
| davon                      |                            |                    |                    |                 |                 |
| Gerald Weiß                | CDU                        | 19.227             | 37,1               | 18.432          | 35,2            |
| Martin Schlappner          | SPD                        | 25.792             | 49,7               | 23.936          | 45,7            |
| Marianne Flörsheimer       | GRÜNE                      | 4.039              | 7,8                | 4.869           | 9,3             |
| Christian Torsten Otto     | F.D.P.                     | 2.802              | 5,4                | 3.511           | 6,7             |
| –                          | REP                        | –                  | –                  | 1.060           | 2,0             |
| –                          | DIE GRAUEN                 | –                  | –                  | 386             | 0,7             |
| –                          | ÖDP                        | –                  | –                  | 133             | 0,3             |
| –                          | PBC                        | –                  | –                  | 72              | 0,1             |

## Wahl 1987
|                   | Partei            | Anzahl | %     |
| ----------------- | ----------------- | ------ | ----- |
| Wahlberechtigte   | Wahlberechtigte   | 75.256 | 100,0 |
| Wähler            | Wähler            | 60.534 | 80,4  |
| Ungültige Stimmen | Ungültige Stimmen | 763    | 1,3   |
| Gültige Stimmen   | Gültige Stimmen   | 59.771 | 100,0 |
| davon             |                   |        |       |
| Martin Schlappner | SPD               | 26.639 | 44,6  |
| Gerald Weiß       | CDU               | 22.313 | 37,3  |
| Frank Sauerland   | F.D.P.            | 3.890  | 6,5   |
| Gerhard Schneider | GRÜNE             | 6.573  | 11,0  |
| Rainer Mangler    | DKP               | 157    | 0,3   |
| Marcus Zickwolff  | ÖDP               | 199    | 0,3   |

## Wahl 1983
|                         | Partei            | Anzahl | %     |
| ----------------------- | ----------------- | ------ | ----- |
| Wahlberechtigte         | Wahlberechtigte   | 73.249 | 100,0 |
| Wähler                  | Wähler            | 61.962 | 84,6  |
| Ungültige Stimmen       | Ungültige Stimmen | 767    | 1,2   |
| Gültige Stimmen         | Gültige Stimmen   | 61.195 | 100,0 |
| davon                   |                   |        |       |
| Gerald Weiß             | CDU               | 21.748 | 35,5  |
| Martin Schlappner       | SPD               | 30.560 | 49,9  |
| Thomas Gröbner          | GRÜNE             | 4.739  | 7,7   |
| Wolfgang Merz           | F.D.P.            | 3.477  | 5,7   |
| Rainer Mangler          | DKP               | 158    | 0,3   |
| Heidemarie Lehmann      | LD                | 242    | 0,4   |
| Friedrich Haug          | DS                | 64     | 0,1   |
| Rosemarie Schauerhammer | EAP               | 32     | 0,1   |
| Harald Hohe             | AAR               | 175    | 0,3   |

## Bisherige Wahlkreissieger
Direkt gewählte Abgeordnete des Wahlkreises Groß-Gerau I waren:
| Jahr | Gebiet                                                                                     | Direktkandidat       | Partei | Stimmen in % |
| ---- | ------------------------------------------------------------------------------------------ | -------------------- | ------ | ------------ |
| 2023 | Bischofsheim, Ginsheim-Gustavsburg, Kelsterbach, Nauheim, Raunheim und Rüsselsheim am Main | Sabine Bächle-Scholz | CDU    | 33,8         |
| 2018 | Bischofsheim, Ginsheim-Gustavsburg, Kelsterbach, Nauheim, Raunheim und Rüsselsheim am Main | Sabine Bächle-Scholz | CDU    | 26,1         |
| 2013 | Bischofsheim, Ginsheim-Gustavsburg, Kelsterbach, Nauheim, Raunheim und Rüsselsheim am Main | Sabine Bächle-Scholz | CDU    | 36,9         |
| 2009 | Bischofsheim, Ginsheim-Gustavsburg, Kelsterbach, Nauheim, Raunheim und Rüsselsheim am Main | Patrick Burghardt    | CDU    | 36,9         |
| 2008 | Bischofsheim, Ginsheim-Gustavsburg, Kelsterbach, Nauheim, Raunheim und Rüsselsheim am Main | Renate Meixner-Römer | SPD    | 43,5         |
| 2003 | Bischofsheim, Ginsheim-Gustavsburg, Nauheim, Rüsselsheim am Main und Trebur                | Roger Lenhart        | CDU    | 45,9         |
| 1999 | Bischofsheim, Ginsheim-Gustavsburg, Nauheim, Rüsselsheim am Main und Trebur                | Gerold Reichenbach   | SPD    | 46,7         |
| 1995 | Bischofsheim, Ginsheim-Gustavsburg, Nauheim, Rüsselsheim am Main und Trebur                | Gerold Reichenbach   | SPD    | 47,3         |
| 1991 | Bischofsheim, Ginsheim-Gustavsburg, Nauheim, Rüsselsheim am Main und Trebur                | Martin Schlappner    | SPD    | 49,7         |
| 1987 | Bischofsheim, Ginsheim-Gustavsburg, Nauheim, Rüsselsheim am Main und Trebur                | Martin Schlappner    | SPD    | 44,6         |
| 1983 | Bischofsheim, Ginsheim-Gustavsburg, Nauheim, Rüsselsheim am Main und Trebur                | Martin Schlappner    | SPD    | 49,9         |